# Comuna Ochiul Roș, Anenii Noi
Ochiul Roș este o comună din raionul Anenii Noi, Republica Moldova. Cuprinde satele Ochiul Roș și Picus.

## Demografie
Structură etnică
     moldoveni (29,14%)
     ucraineni (53,88%)
     ruși (6,08%)
     găgăuzi (0,21%)
     bulgari (10,27%)
     alte etnii / nedeclarată (0,42%)
Conform datelor recensământului din 2004, populația comunei este de 477 locuitori, dintre care 224 (46,96%) bărbați și 253 (53,04%) femei. Structura etnică a populației în cadrul comunei arată astfel:
- moldoveni — 139;
- ucraineni — 257;
- ruși — 29;
- găgăuzi — 1;
- bulgari — 49;
- altele / nedeclarată — 2.

## Administrație și politică
Componența Consiliului local Ochiul Roș (9 consilieri), ales la 5 noiembrie 2023, este următoarea:
|  | Partid                                       | Consilieri | Componență | Componență | Componență | Componență | Componență | Componență | Componență | Componență | Componență |
|  | -------------------------------------------- | ---------- | ---------- | ---------- | ---------- | ---------- | ---------- | ---------- | ---------- | ---------- | ---------- |
|  | Partidul Socialiștilor din Republica Moldova | 9          |            |            |            |            |            |            |            |            |            |